# Gueorgui Beregovoi
Georgui Timoféyevich Beregovói (en ruso: Георгий Тимофеевич Береговой; Fédorivka, óblast de Poltava, 15 de abril de 1921-Moscú, 30 de junio de 1995) fue un cosmonauta soviético.

## Biografía
Tras terminar la escuela, trabajó primero en la fábrica de hierro de Yenákiyeve y al mismo tiempo se unió a un aeroclub. En 1938, se alistó al Ejército Rojo y se formó en la Escuela de Aviación Militar de Voroshilovgrado hasta 1941. Durante la Segunda Guerra Mundial, voló en 185 misiones de combate como piloto de batalla, fue derribado tres veces y se le concedió la Orden de Bogdán Jmelnitski de III Clase. En octubre de 1944, como comandante de escuadrón del 90.º Regimiento de Pilotos de Batalla de la Guardia con el rango de capitán, fue galardonado como Héroe de la Unión Soviética.
Tras la guerra, Beregovói realizó cursos para convertirse en piloto de pruebas entre 1945 y 1948. Esta profesión, en la que probó más de 60 aviones, la ejerció hasta 1964. Además, comenzó un curso por correspondencia en la Academia de la Fuerza Aérea Soviética, que completó en 1956. En 1961, se le concedió el título de piloto de pruebas meritorio de la URSS. Fue seleccionado con el segundo grupo de cosmonautas soviéticos (a instancias del mariscal Serguéi Rudenko y con las recomendaciones explícitas del jefe de formación de cosmonautas Nikolai Kamanin y del diseñador de cohetes Serguéi Koroliov) y se formó a partir de la primavera de 1964. Cuando llegó a la «Ciudad de las Estrellas», el médico le prescribió un entrenamiento atlético intensivo porque no parecía lo suficientemente musculoso. Beregovói informó posteriormente de que al principio tardaba cuatro minutos en hacer 100 metros en la piscina. Al cabo de medio año había conseguido bajar de los dos minutos y medio y estaba en plena forma física. 
A partir de 1965, Beregovói y otros tres cosmonautas se prepararon para un tercer vuelo en el marco del programa Vosjod. Estaba previsto para el verano de 1966, pero se canceló poco antes.
En octubre de 1968, Beregovói completó su primer y único vuelo espacial como piloto de la Soyuz 3. En ese momento, era la persona de mayor edad que había volado al espacio, con 47 años; también es el más precoz de todos los humanos que han realizado un vuelo espacial (no solo suborbital). Durante la misión de cuatro días, realizó un encuentro con la nave espacial no tripulada Soyuz 2, pero la maniobra de acoplamiento fracasó. Como no estaban satisfechos con su actuación durante este vuelo, no fue nominado para ningún otro.
En enero de 1969, resultó herido leve en el intento de asesinato de Leonid Brézhnev. A partir de abril de ese mismo año, Beregovói se convirtió en el primer director adjunto del Centro de Entrenamiento de Cosmonautas Gagarin y fue nombrado director del mismo en junio de 1972. Ocupó este puesto hasta enero de 1987.
Entre 1974 y 1989, Beregovói fue elegido miembro del Sóviet Supremo de la Unión Soviética. Durante este periodo fue vicepresidente de la Sociedad de Amistad Soviético-Húngara y presidente de la Sociedad de Amistad Soviético-Francesa. En 1974, recibió el título de doctor en Psicología.
Murió en Moscú en 1995 durante una cirugía cardiaca.